# Titularerzbistum Anasartha
Anasartha (ital.: Anasarta, lat.: Anasarthensis) ist ein Titularerzbistum der römisch-katholischen Kirche.
Es geht zurück auf ein früheres Bistum der gleichnamigen antiken Stadt in der römischen Provinz Syria Coele bzw. der spätrömisch-byzantinischen Provinz Syria Prima in Zentralsyrien.
| Titularerzbischöfe von Anasartha         | |                   |                    |
| Name                                     | Amt | von               | bis                |
| João Irineu Joffily (João Irineu Joffly) | 1914 bis 1916 Titularbischof von Sufetula, Weihbischof im Erzbistum Olinda (Brasilien), 1916 bis 1924 Bischof von Amazonas, 1924 bis 1931 Erzbischof von Belém do Pará (Brasilien), resignierte das Amt                | 1. Mai 1931       | † 25. April 1950   |
| José Vieira Alvernaz                     | 1941 bis ? Bischof von Cochin (Indien), 1950 Koadjutorerzbischof von Goa und Daman (Portugiesisch-Indien) und Koadjutorpatriarch von Ostindien, 1953 bis 1975 Erzbischof von Goa und Daman und Patriarch von Ostindien | 23. Dezember 1950 | 16. September 1953 |
| Serafim Gomes Jardim da Silva            | 1914 bis 1934 Bischof von Araçuaí, 1934 bis 1953 Erzbischof von Diamantina (Brasilien) | 28. Oktober 1953  | † 2. November 1969 |

## Einzelnachweis
1. 1 2 3  Eintrag auf catholic-hierarchy.org (englisch)